# Port de Londres
Le port de Londres (Port of London en anglais) s'étend  sur 150 km le long des berges de la Tamise, entre la mer du Nord et Tower Bridge à Londres, à 60 km de l'estuaire du fleuve. Il est composé d'un port fluvial situé dans le Grand Londres et accueillant des navires de plaisance ou de faible tonnage et d'un port en eaux profondes, en aval, près de l'embouchure du fleuve et pouvant accueillir des navires de 350 000 tonnes et 14,5 m de tirant d'eau. 

## Situation
Le port de Londres est constitué de la partie de la Tamise soumise à l'influence de la marée, appelée Tideway, entre Margate sur la côte sud et Clacton-on-Sea au nord jusqu'à Teddington. 

## Gestion
L'ensemble des installations portuaires est sous la responsabilité de l'Autorité portuaire de Londres (Port of London Authority, PLA) fondée en 1908 ; son siège se situe à London River House à Gravesend dans le Kent. PLA est devenue propriétaire de la rivière et de son estran de Teddington jusqu'à la Pierre de Crow entre Southend-on-Sea et l'île de Grain.

## Histoire
Le port de Londres était l'élément central de l'économie de la capitale britannique depuis les Anglo-Saxons. Au XVIIIe siècle et au XIXe siècle, le port de Londres était le plus actif au monde et s'étendait le long de la Tamise sur environ 18 km et comptait environ 1 500 grues chargeant et déchargeant 60 000 navires par an[réf. nécessaire].

Londres est aussi le deuxième plus important port négrier d'Europe, derrière Liverpool et devant Bristol. 2 704 expéditions de traite y ont été organisées.

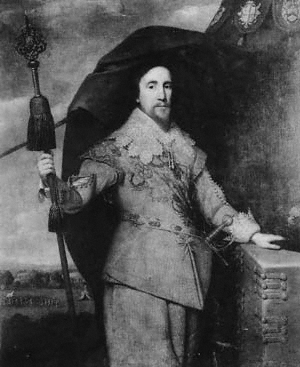
Sir Nicholas Crisp, fondateur en 1618 de la Guinea Company, une compagnie maritime impliquée dans traite négrière.
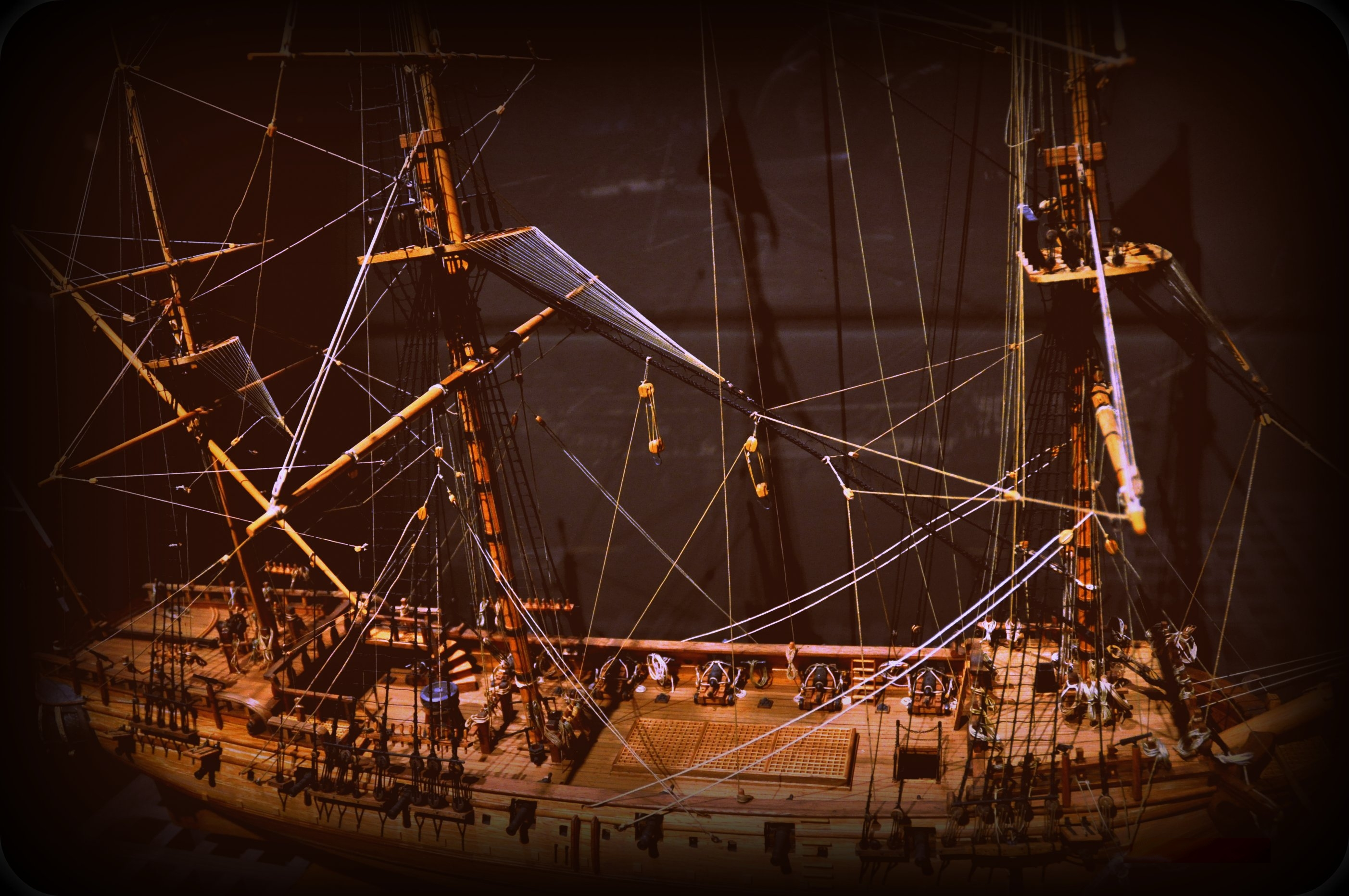
Maquette du Whydah Gally, navire négrier londonien du début du xviiie siècle.
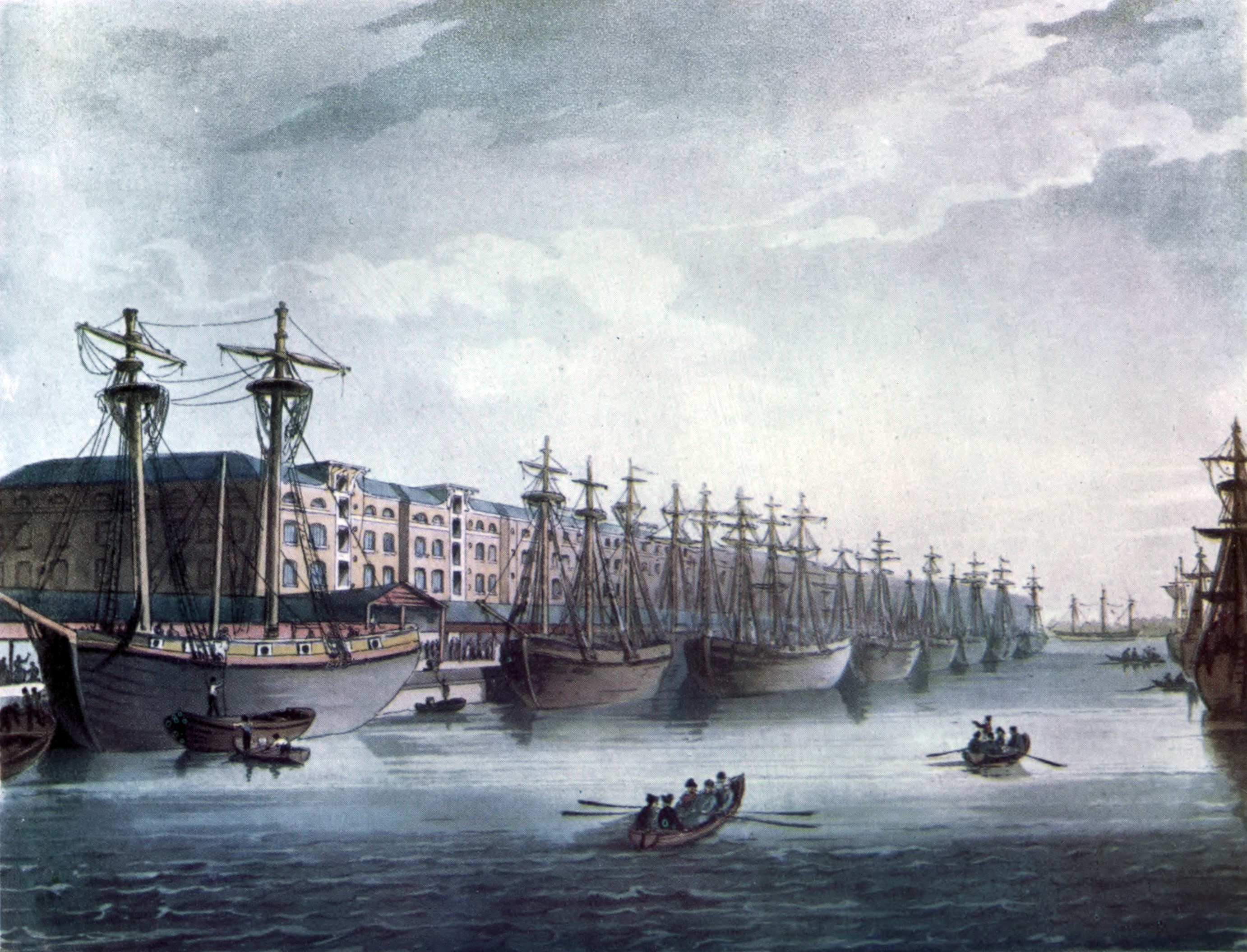
Le quai des Antilles (en) (West India Docks) en 1810. Les entrepôts furent construits à la demande des planteurs, négociants et armateurs négriers[5]. Depuis 2003, le premier entrepôt abrite le London Museum Docklands et son exposition « Londres, sucre et esclavage ».

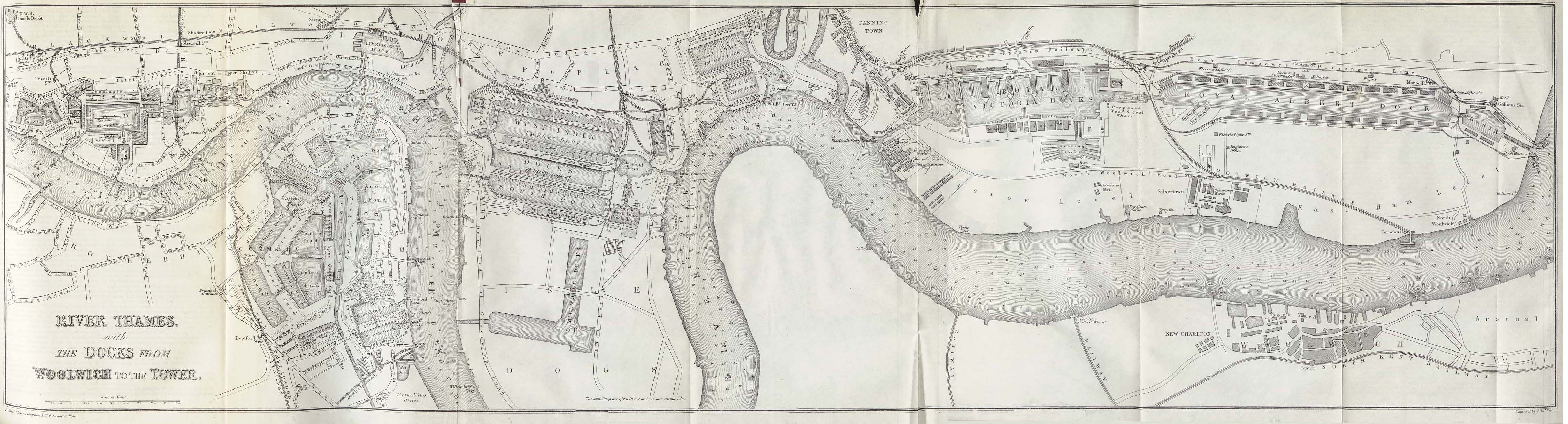
Les docks de Londres en 1882. Le King George V Dock n'est pas encore construit.

Durant la Seconde Guerre mondiale et l'épisode du Blitz, le port fut une cible privilégiée des bombardements de la Luftwaffe.
Depuis l'apparition de navires de grande taille et des conteneurs et porte-conteneurs, l'importance du port a diminué tout au long de la deuxième moitié du XXe siècle. Grâce à Tilbury et à son port en eaux profondes, le port de Londres reste un des trois plus grands ports du Royaume-Uni pour le nombre de conteneurs déchargés, après Southampton et Felixstowe.

## Activité
Actuellement, le port traite cinquante millions de tonnes de marchandises et accueille 12 500 navires, ce qui représente environ 10 % des navires accueillis au Royaume-Uni et génère 30 635 emplois directs, environ 5 000 indirects et 3,5 milliards de livres dans l'économie du Royaume-Uni . 

Mouvement des marchandises en 2001 :
| Marchandises  | Importation | Exportation | Total (Mt) |
| ------------- | ----------- | ----------- | ---------- |
| Hydrocarbures | 16          | 2,3         | 18,3       |
| Granulat      | 8,6         | 0           | 8,6        |
| Charbon       | 2,1         | 0           | 2,1        |
| Bois          | 2,1         | 0           | 2,1        |
| Métaux        | 1,6         | 0,7         | 2,3        |
| Céréales      | 0,6         | 0,5         | 1,1        |
| Conteneurs    | 6,7         | 4,3         | 11         |
| Autres        | 4,2         | 1,0         | 5,2        |
| Total (Mt)    | 41,9        | 8,8         | 51,7       |

La plupart des terrains inutilisés des docks de Londres sont en voie de réaménagement afin d'y construire des habitations ainsi qu'un second cœur financier. Vingt-neuf quais ont été laissés aux activités portuaires.